# Municipio de Cooke
El municipio de Cooke (en inglés: Cooke Township) es un municipio ubicado en el condado de Cumberland en el estado estadounidense de Pensilvania. En el año 2000 tenía una población de 117 habitantes y una densidad poblacional de 2.3 personas por km².

## Geografía
El municipio de Cooke se encuentra ubicado en las coordenadas 40°03′00″N 77°17′59″O / 40.05000, -77.29972.

## Demografía
Según la Oficina del Censo en 2000 los ingresos medios por hogar en la localidad eran de $46,875 y los ingresos medios por familia eran de $48,750. Los hombres tenían unos ingresos medios de $35,833 frente a los $28,750 para las mujeres. La renta per cápita de la localidad era de $23,309. Alrededor del 0% de la población estaba por debajo del umbral de pobreza.